# Łomazy (village)
Pour les articles homonymes, voir Łomazy.
Łomazy (prononciation : [wɔˈmazɨ]) est un village polonais de la gmina de Łomazy dans le powiat de Biała Podlaska de la voïvodie de Lublin dans l'est de la Pologne.
Le village est le siège administratif (chef-lieu) de la gmina appelée gmina de Łomazy.
Il se situe à environ 16 kilomètres au sud de Biała Podlaska (siège du powiat) et 84 kilomètres au nord-est de Lublin (capitale de la voïvodie).
Le village comptait approximativement une population de 1 700 habitants en 2011.

## Histoire
Au début de l'année 1940, un ghetto est créé par les nazis afin d'y enfermer les juifs de la ville. Ils contraignent des juifs aux travaux forcés. Les nazis font sauter la synagogue de la ville en 1942 et détruisent le cimetière juif. En août 1942, Łomazy est le lieu d'exécutions de masse perpétrées par les nazis. Environ 1 700 juifs sont assassinés en un jour. Après la guerre, un mémorial fut érigé en leur mémoire.
De 1975 à 1998, le village est attaché administrativement à la voïvodie de Biała Podlaska.

Depuis 1999, il fait partie de la voïvodie de Lublin.

## Galerie

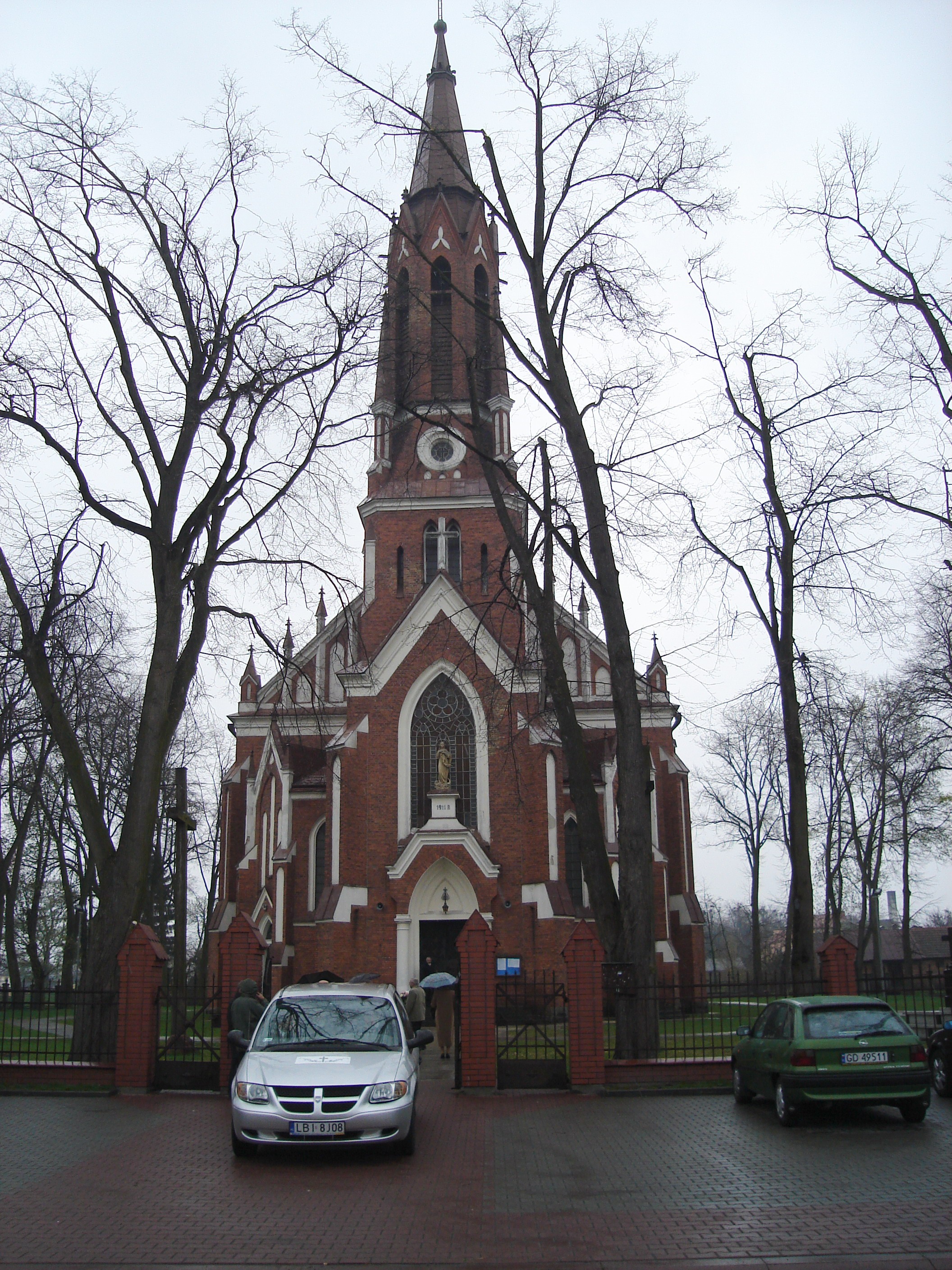
Église paroissiale de Lomazy
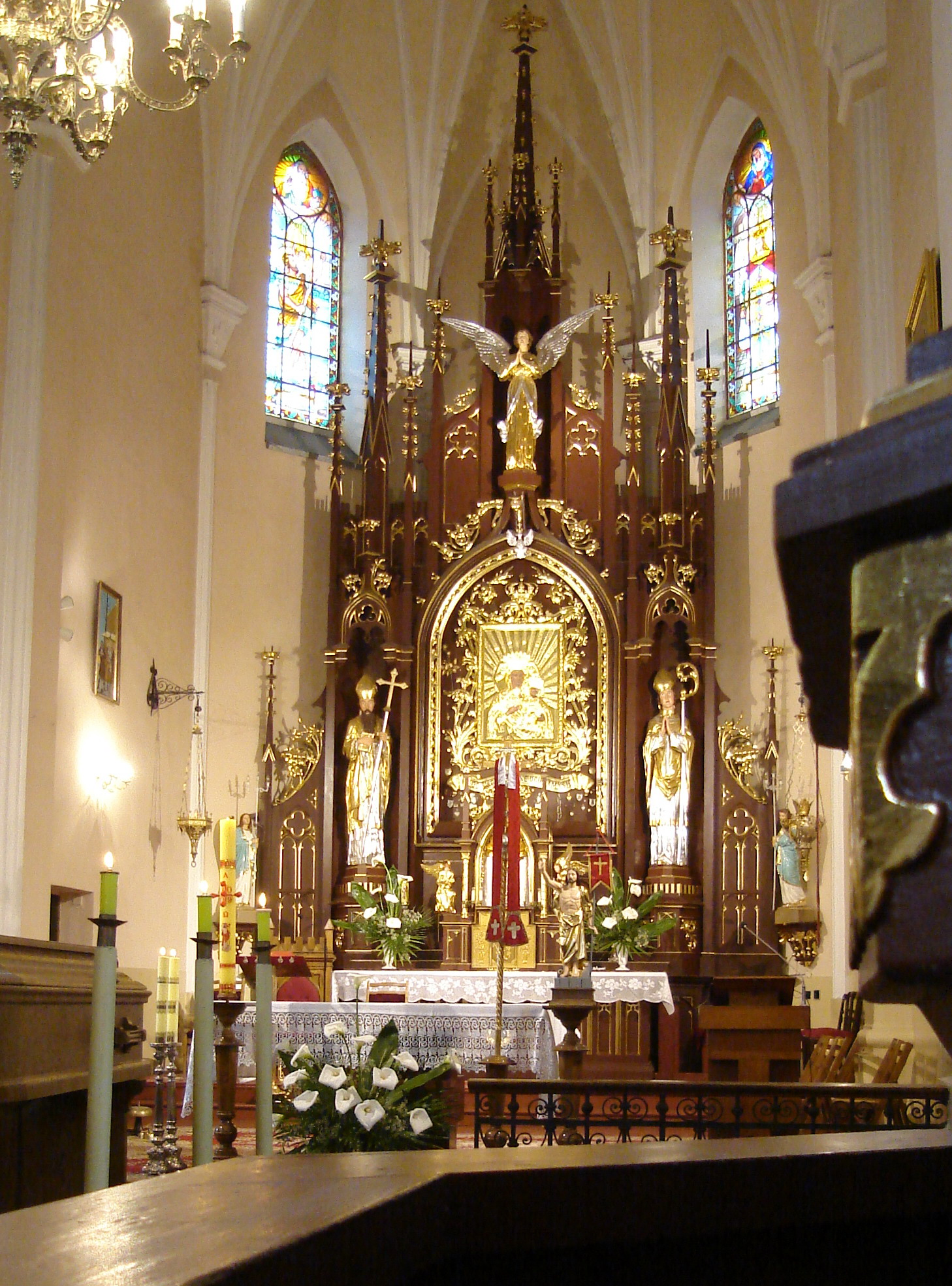
Autel de l'église de la paroisse
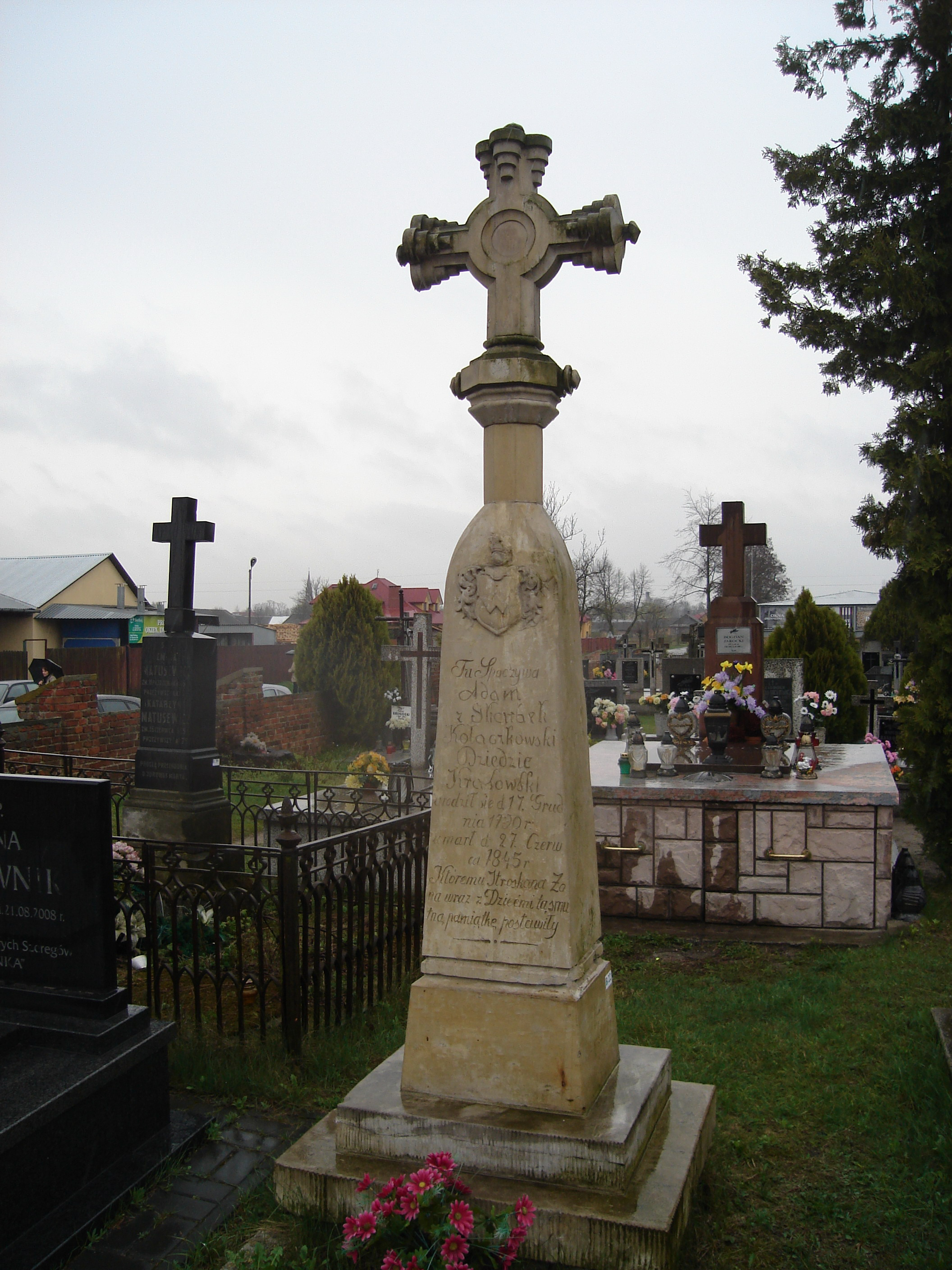
Monument du milieu du XIXe siècle au cimetière
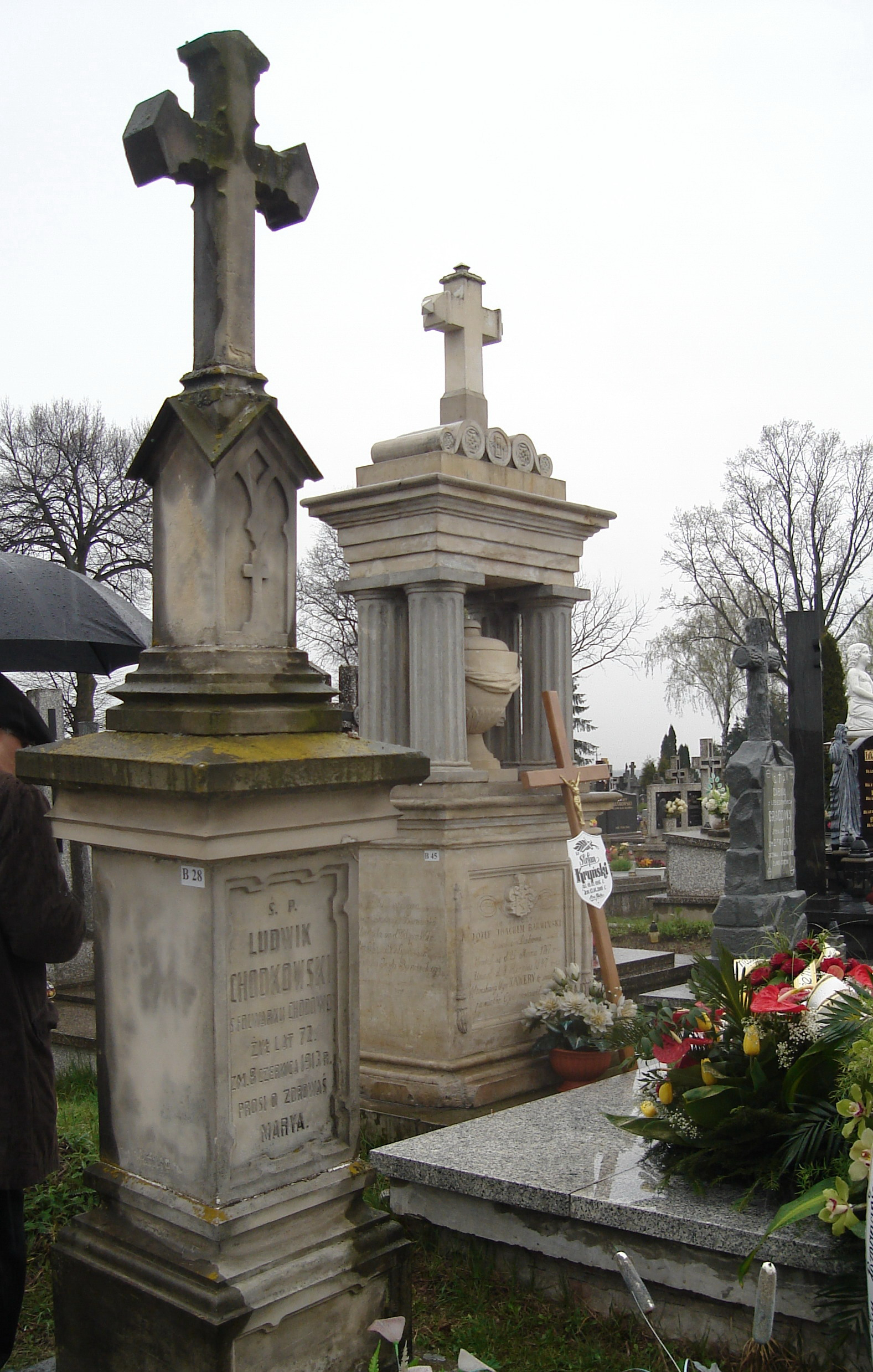
Monuments historiques dans le cimetière